# آوینو
آوینو روستایی در استان نیانزا، کنیا می‌باشد.